# Sârbii din România

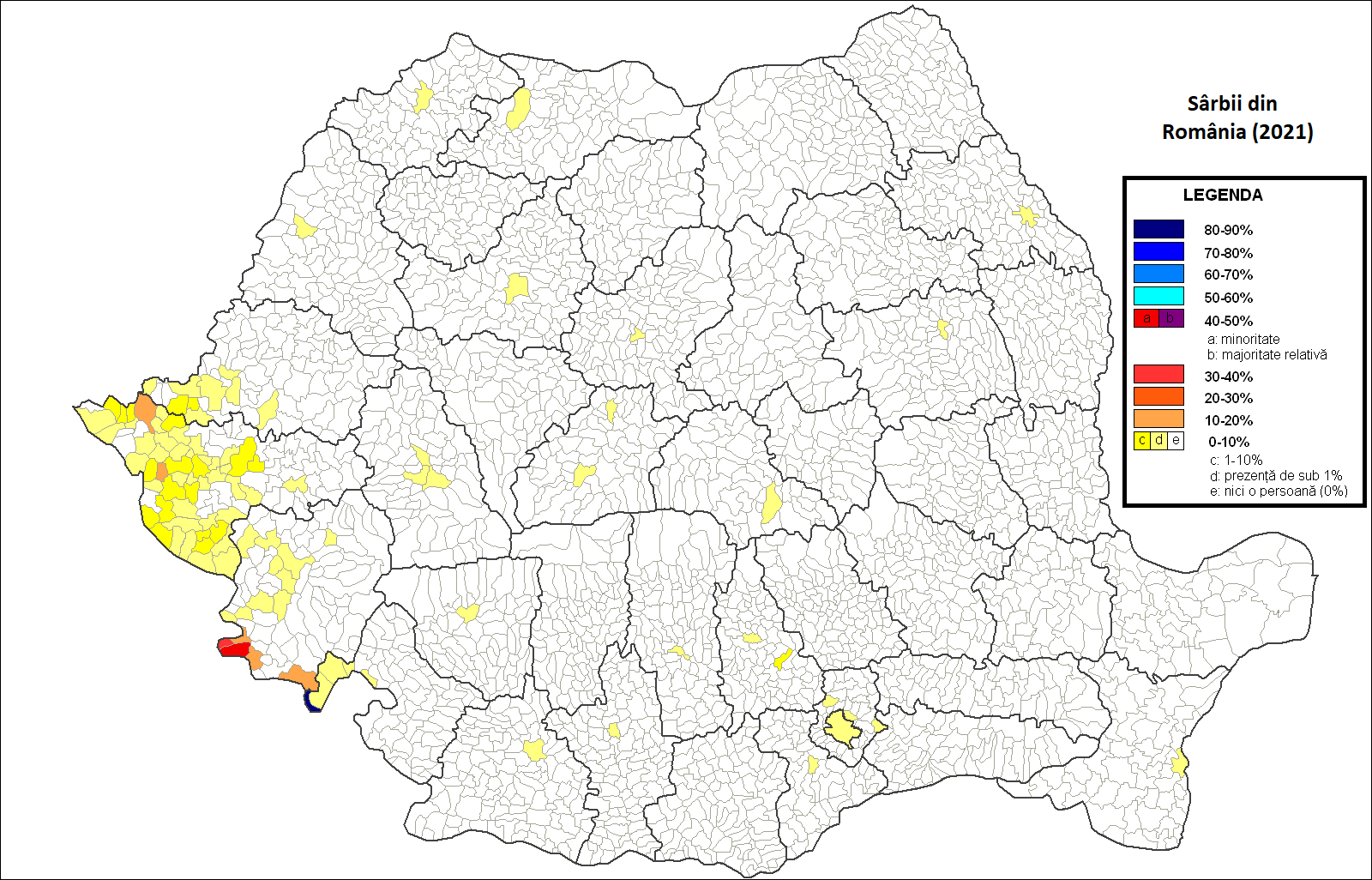
Sârbii din România (2021)

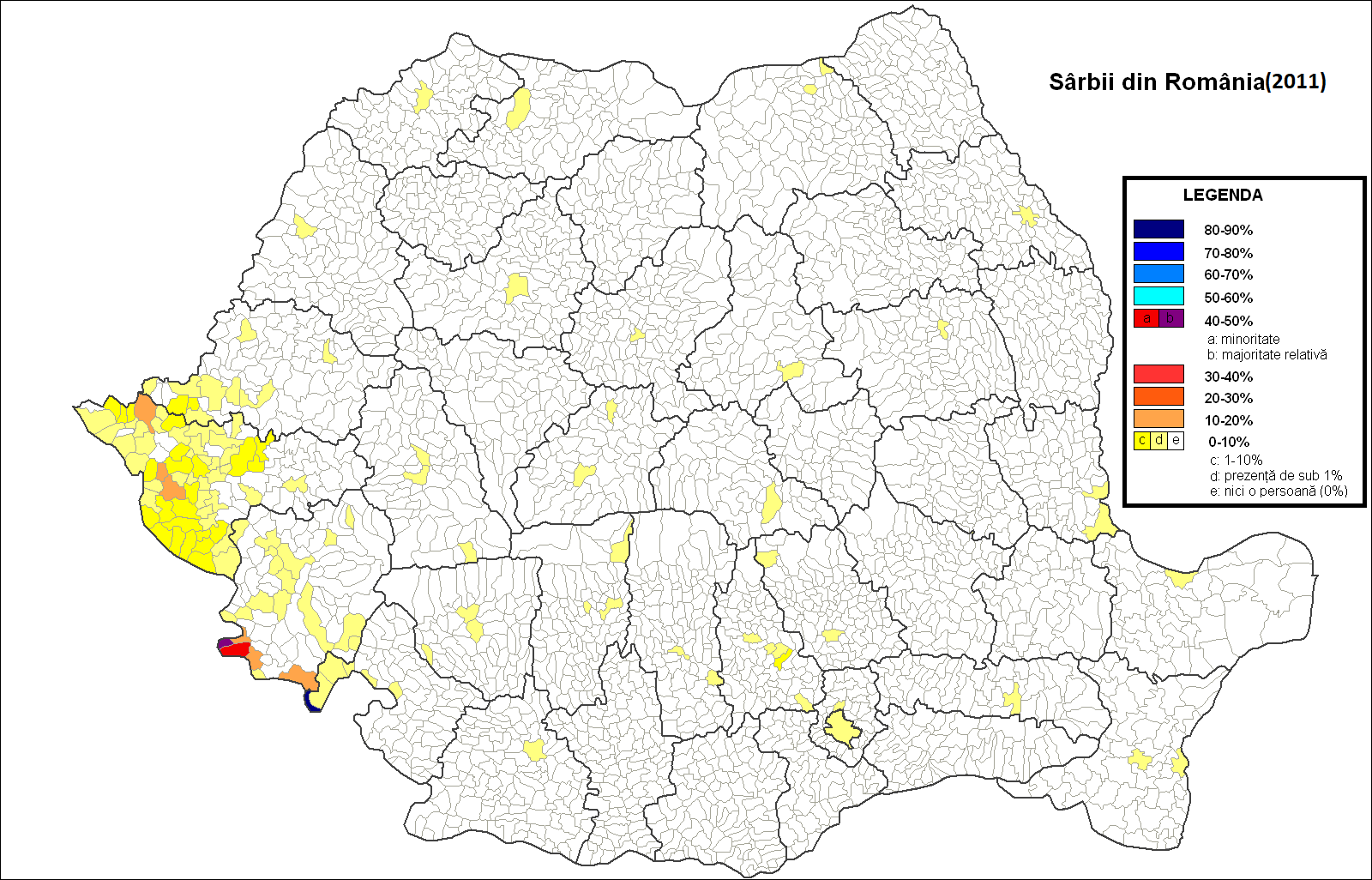
Sârbii din România (2011)

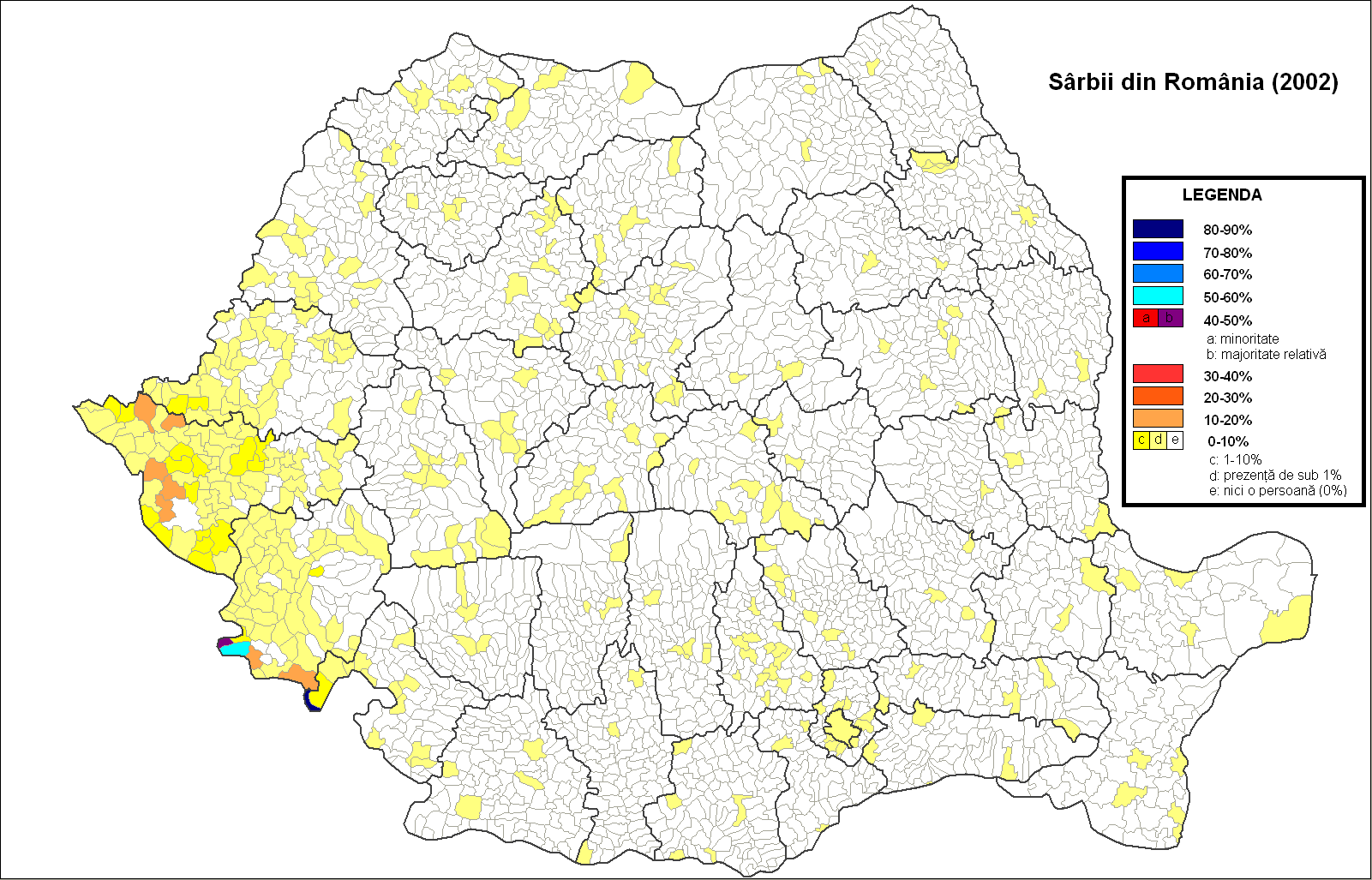
Sârbii din România (2002)

Sârbii din România sunt membrii unei minorități etnice, care numără, în conformitate cu rezultatele recensământului din 2011, 18,076 de persoane, adică 0,08% din populația țării. Recensământul din 2002 număra 22,518 sârbi, iar recensământul din 1992 înregistra 29.408 de sârbi. 
Sârbii locuiesc în principal în regiunile din sud-vestul României, în Banatul românesc, unde constituie majoritatea absolută în două localități: Pojejena, județul Caraș-Severin, (52.09%)  și Svinița, județul Mehedinți, (87.27%) , și majoritatea relativă într-o a treia, Socol, județul Caraș-Severin, (49.54%) . Regiunea în care se află cele trei localități este cunoscută cu numele de Clisura Dunării (în limba sârbă: Банатска Клисура (Banațka Klisura). 

## Religia
Cei mai mulți sârbi din România sunt creștini ortodocși și țin de Episcopia  Ortodoxa Sârbă din Timisoara

## Istoric

### Banat, Pomorišje și Transilvania

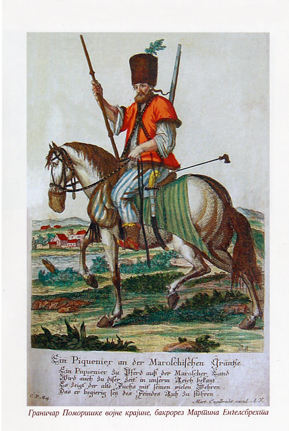
Locuitor al zonei de frontieră de pe Mureș (Pomorišje), prima jumătate a secolului al XVIII-lea.

Populația sârbească din România a fost mai numeroasă în trecut. Deși cei mai mulți sârbi locuiau în regiunea Banatului, mai existau comunități sârbești și în regiunea județului Arad, cunoscută în limba sârbă ca Pomorišje, dar și în alte localități ale Principatului Transilvaniei, bărbații servind ca soldați ai principilor Transilvaniei. 
La începutul secolului al XVIII-lea orașul Timișoara avea 600-700 de locuitori, din care 446 erau sârbi, 144 evrei și 35 armeni. 
În 1720 populația orașului Arad cuprindea 177 familii românești, 162 sârbești și 35 maghiare. După ce secțiunea frontierei militare Tisa – Mureș a fost desființată, foarte mulți sârbi din Pomorišje au părăsit regiunea și au emigrat în Imperiul Rus (în principal în Nova Serbia și Slavo-Serbia) în 1752. 
După semnarea Tratatului de la Versailles (1919), care a definitivat granița dintre Regatul României și Regatul Sârbilor, Croaților și Slovenilor, cam 65.000 de sârbi au rămas de partea românească a frontierei. 
La începutul anilor 1950 regimul comunist din România, luând partea sovieticilor în criza Informbiroului, a intrat în conflict cu Republica Socialistă Federală Iugoslavia și a trecut la deportarea a numeroși sârbi din Banat în Bărăgan. (Vedeți și: Deportările din Bărăgan). Deportaților li s-a permis reîntoarcerea la casele lor după anul 1956.

### Muntenia
Stăpânirea otomană la sud de Dunăre a făcut ca numeroase comunități ale slavilor sudici să caute refugiu în Valahia care, deși aflată sub suzeranitatea formală a turcilor, se bucura de o mare autonomie internă. 
Aceste grupuri sunt trecute în sursele timpurii muntene ca „sârbe”, un termen aplicat tuturor slavilor sudici, indiferent de naționalitatea lor sau de țara de origine. Această situație s-a schimbat doar în secolul al XIX-lea, în 1830 fiind evidențiat într-o statistică oficială care numără „câți sârbi locuiesc aici în orașul Ploiești, toți dintre ei fiind bulgari” (Giurescu, p.269).
Se presupune că sârbii au sonstituit marea majoritate a trupelor de mercenari cunoscute ca seimeni, dat fiind faptul că nucleele lor au fost atestate documetar ca fiind formate din „seimeni sârbi” în timpul unei revolte a lor din 1655, iar din timpul domniei lui Matei Basarab există mărturii ale sosirii în țară a unui mare grup de refugiați sârbi.

## Mânăstirile sârbești din România
Listă a mânăstirilor sârbești din România: 
- Mânăstirea Sveti Đorđe (Манастир светог Ђорђа - Манастир свети Ђурађ / Manastir svetog Đorđa - Manastir sveti Đurađ). Legenda spune că a fost fondată în 1485 de despotul Jovan Branković. A fost reconstruită .
- Mânăstirea Šemljug (Манастир Шемљуг / Manastir Šemljug). A fost fondată în secolul al XV-lea.
- Mânăstirea Sveti Simeon (Манастир светог Симеона / Manastir svetog Simeona).
- Mânăstirea Bazjaš (Манастир Базјаш / Manastir Bazjaš).
- Mânăstirea Bezdin (Манастир Бездин / Manastir Bezdin).
- Mânăstirea Zlatica (Манастир Златица / Manastir Zlatica).
- Mânăstirea Kusić (Манастир Кусић / Manastir Kusić).

## Personalități sârbe

### Sârbi născuți pe teritoriul României de azi
- Jovan Nenad (?-1527), autoproclamat „împărat”, conducător din Bačka, parte a Sremului, născut în Lipova (nordul Banatului).
- Dositej Obradović (1742-1811), scriitor și traducător, născut în Ciacova (Banat).
- Sava Tekelija (1761-1842), politician, născut în Arad.
- Ivan Tabaković (1898-1977), pictor, născut în Arad.
- Milan Tabaković, arhitect, născut în Arad.

### Cetățeni români de etnie sârbă
- Miodrag Belodedić (născut în1964), fotbalist, jucător al echipelor Steaua București, Steaua Roșie Belgrad și al echipei naționale a României, născut în Socol.
- Iasmin Latovlevici, fotbalist
- Miodrag Milin, istoric, cunoscut mai ales pentru lucrările sale consacrate revoluției din 1989 de la Timișoara.
- Srdjan Luchin, fotbalist, fost jucator a Politehnicii Timisoara iar in prezent joaca la Dinamo Bucuresti si a jucat si in lotul national al Romaniei.
- Lavinia Miloșovici, gimnastă.

## Carașovenii
Carașovenii reprezintă o populație vorbitoare a dialectul torlakian al limbii sârbe, locuitori ai județului Caraș-Severin, unde constituie majoritatea populație din localitățile Carașova (84,60%) și Lupac (93,38%). 
Originile carașovenilor sunt considerate a fi cursul superior al râului Timoc din estul Serbiei, de unde au emigrat în Banat în secolul al XIV-lea. Dat fiind faptul că ei sunt de religie catolică, ei nu se consideră în ultima vreme ca fiind sârbi, cei mai mulți carașoveni declarându-se de etnie croată în ultimele recensăminte.